# St. Peter und Paul (Namysłów)

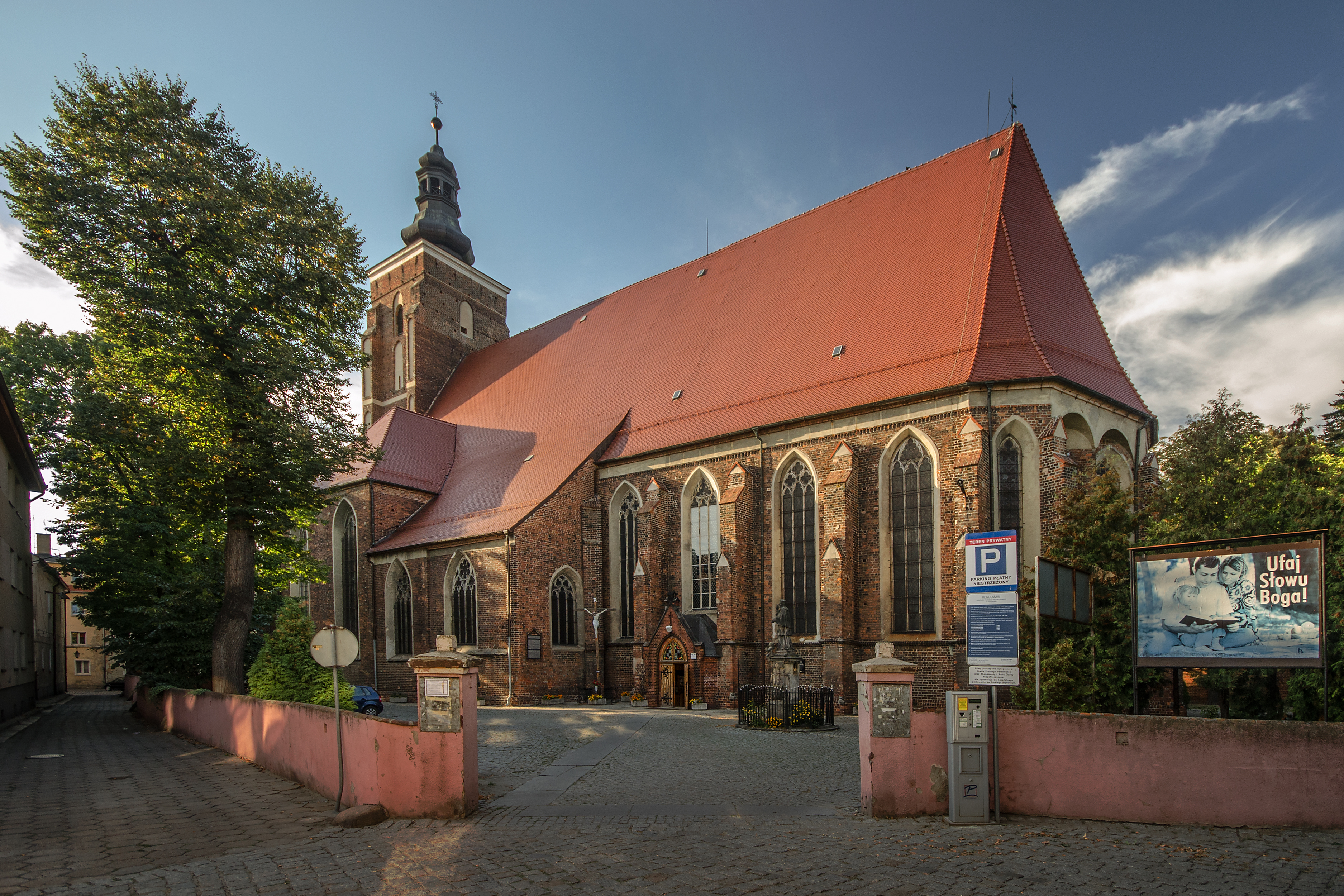
St. Peter und Paul (Namysłow)

Die römisch-katholische Kirche St. Peter und Paul (polnisch Kościół Świętych Apostołów Piotra i Pawła w Namysłowie) ist die Pfarrkirche in Namysłów (deutsch Namslau). Sie gehört zur Pfarrei St. Apostel Petrus und Paulus in Namysłów im Dekanat Namysłów Ost des Erzbistums Breslau. Am 22. Oktober 1959 wurde die Kirche unter der Nummer 603/59 in das Register der Denkmäler der Woiwodschaft Opole eingetragen.

## Geschichte

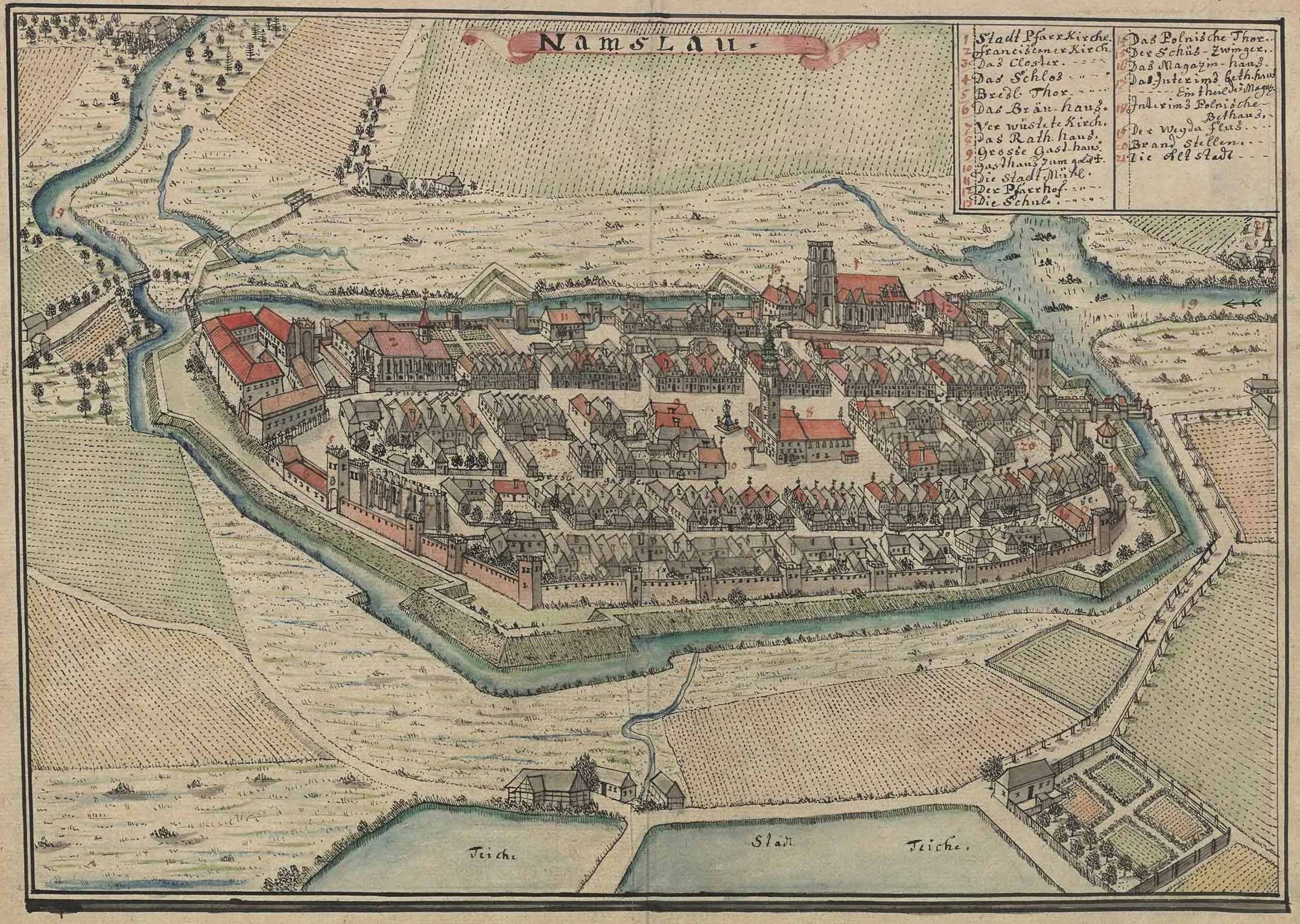
Ansicht von Namslau aus der Mitte des 18. Jahrhunderts mit St. Peter und Paul (oben rechts)

Die erste Erwähnung einer hölzernen Kirche stammt aus dem Jahr 1278; der Pfarrer hieß damals Dietriech. Die nächste stammt aus dem Jahr 1321, wo die Unterschrift des Pfarrers Jeschco auf der Urkunde des Namslauer Herzogs Konrad IV., der sich „Herr von Namslau“ nannte, zu finden ist. Das Kirchenpatronat hatte damals der Rat der Stadt Namslau inne. Zu Beginn des 15. Jahrhunderts wurde mit dem Bau einer neuen Backsteinkirche begonnen. Die Bauarbeiten begannen im Jahr 1401 oder 1405 (das genaue Datum ist unbekannt). Die Kirche wurde 1441 einschließlich des Kirchturms fertiggestellt. Sie wurde innerhalb der Stadtbefestigung gebaut und war ein integraler Bestandteil der Stadtmauern. Während eines Brandes von 1483 wurde die Kirche teilweise zerstört. Sie wurde zunächst provisorisch wiederaufgebaut; ihre Fertigstellung dauerte bis zum Beginn des 16. Jahrhunderts. Im Jahr 1525 wurde die Kirche im Zuge der Reformation von den Protestanten übernommen, die ein Jahr später die Sakristei anbauten. Im Jahre 1655 ging das Gebäude wieder in die Hände der Katholiken über. Im 17. und 19. Jahrhundert wurde die Kirche wiederholt instand gesetzt und renoviert. In den Jahren 1868–1869 wurde sie im neugotischen Stil umgestaltet. Der von einer Mauer aus dem Jahr 1713 umgebene Kirchhof wurde bis Mitte des 19. Jahrhunderts als Friedhof genutzt. In der südwestlichen Ecke der Friedhofsmauer ist ein spätbarockes Haupteingangstor mit einer Figur des böhmischen Landesheiligen Johann Nepomuk aus dem Jahr 1713 erhalten.

## Architektur

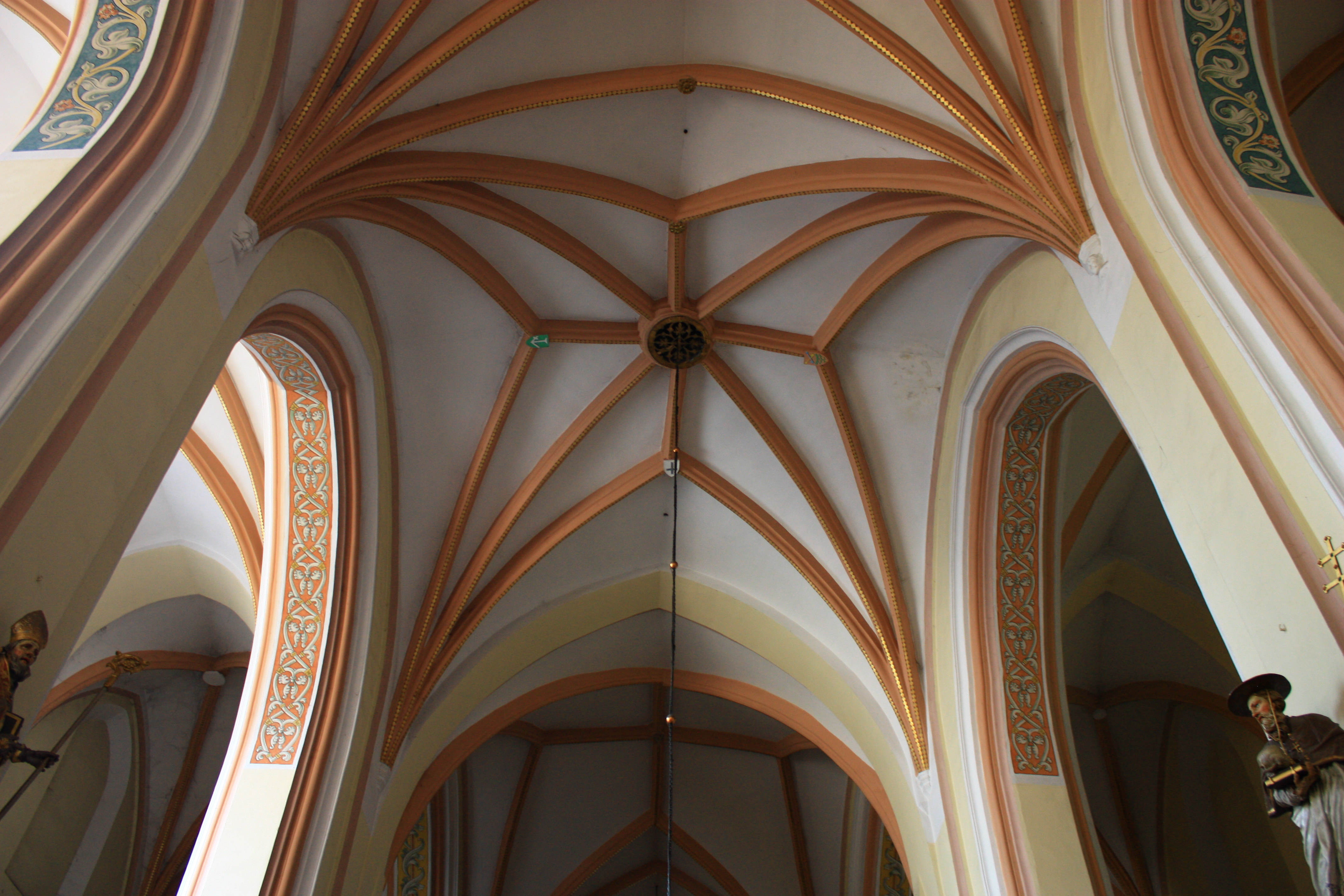
Sterngewölbe im Mittelschiff

Das Bauwerk ist eine spätgotische, dreischiffige, sechsjochige Hallenkirche mit dreiapsidialem Abschluss an der Ostseite. Das Hauptschiff ist breiter als die Seitenschiffe und nach vorne stärker ausladend. Im nördlichen Teil befinden sich eine dreijochige Sakristei und drei Kapellen mit spätbarocken Altären. Den Schnitzaltar schuf um 1720 der Bildhauer Georg Leonhard Weber. An der westlichen Seite befindet sich ein quadratischer Turm mit Arkadenöffnungen im Norden und im Süden des Erdgeschosses. Er wird durch eine Zwiebelhaube mit Laterne aus dem Jahr 1790 abgeschlossen. An der Südseite wurden vier Kapellen und eine kleine neugotische Vorhalle errichtet.
Die Innenabmessungen der Kirche betragen:
- Mittelschiff: Länge 53,30 m; Breite 7,20 m,
- Nordseitenschiff: Länge 25,60 m, Breite 3,60 m,
- Südliches Seitenschiff: Länge 25,60 m, Breite 3,80 m,
- Turm: Länge 4,90 m, Breite 5,30 m,
- Sakristei: Länge 14,60 m, Breite 4,30 m.[3]

Die Gurtbögen der Sterngewölbe ruhen auf zwölf massiven Pfeilern, ein riesiges rotes Ziegeldach bedeckt die drei Schiffe: das Haupt- und zwei Seitenschiffe, die im Osten mit Apsiden abgeschlossen sind.

## Ausstattung
Der neugotische Hauptaltar wurden vom Breslauer Kunsttischler Carl Buhl nach Entwürfen des Ohlauer Architekten Alexis Langer im Jahr 1869 ausgeführt und mit einem Gemälde der Apostel Petrus und Paulus von Ferdinand Winter ausgestattet. Die neugotischen Seitenaltäre wurden 1890 geschaffen. Ein Rokoko-Altar aus der Zeit um 1740 ist mit einer gotischen Figur der Muttergottes mit Kind aus der Zeit um 1410 versehen und zeigt in der Bekrönung die Anbetung der Muttergottes von Loreto und des hl. Petrus von Alcantara mit Figuren der hll. Apollonia und Katharina aus der Zeit um 1720 aus der Namslauer Franziskanerkirche.
Die Kanzel aus der Zeit um 1620 wurde um 1890 umgestaltet. Das Rokoko-Taufbecken aus dem dritten Viertel des 18. Jahrhunderts ist mit einer Taufe-Christi-Gruppe auf dem Volutendeckel versehen. Unterhalb des Musikchors befindet sich ein Renaissance-Gestühl aus der zweiten Hälfte des 16. Jahrhunderts. Gemälde aus der Zeit um 1708 zeigen die hll. Petrus und Paulus (vom ehemaligen Hauptaltar), die hl. Hedwig und die Vierzehn Nothelfer; ferner sind Kreuzwegstationen aus der ersten Hälfte des 19. Jahrhunderts zu sehen.
Unter den erhaltenen spätgotischen Figuren sind ein ehemaliges Triumphbogenkruzifix aus der Zeit um 1500, ein Christus in der Rast aus der ersten Hälfte des 16. Jahrhunderts und eine Kreuzigungsgruppe vom Ende des 15. Jahrhunderts, die ehemals an der westlichen Turmaußenwand angebracht war. Im Hauptschiff sind unter anderem Figuren der Kirchenväter aus dem ersten Viertel des 18. Jahrhunderts aufgestellt. Im Hauptschiff finden sich unter anderem die Figuren der Kirchenväter, aus dem ersten Viertel des 18. Jahrhunderts und im Chor ein manieristisches Epitaph vom Ende des 16. Jahrhunderts mit Reliefs (Kreuzigung im Mittelteil sowie Letztes Abendmahl, Opferung Isaaks, Eherne Schlange) und Figuren (Klugheit, Besonnenheit, Samson mit dem Löwen, David und Goliath, Auferstandener Christus). An einem Pfeiler ist das Epitaph des Pfarrers Heinrich Sukowsky († 1722) mit einer Wappenkartusche und Kreuzigungsrelief zu finden. Weiter sind mittelalterliche Grabplatten erhalten, darunter die für Pfarrer Wilhelm († 1352?, Fragment) und für Peter Kunzendorf, den Bauleiter des Kirchenbaus († 1454).
An der Südseite der Kirche befindet sich eine spätbarocke Statue des hl. Johann Nepomuk aus dem Jahr 1730, die bis 1939 auf dem Marktplatz von Namslau stand.